# Moritz Hartmann
Pour les articles homonymes, voir Hartmann.
Moritz Hartmann (Duschnik (royaume de Bohême), 15 octobre 1821 – Oberdöbling (près de Vienne), 13 mai 1872) est un écrivain et poète allemand.

## Biographie
Hartmann fit des études de philosophie à Prague et à Vienne, voyagea dans le sud de l'Allemagne, la Suisse, et l'Italie, et comme précepteur dans une famille à Vienne. En 1845, dans la crainte de poursuites judiciaires, il quitta l'Autriche pour pouvoir publier à Leipzig un volume de poèmes patriotiques, la Coupe et l'Épée (1845). Il séjourna quelque temps en France et en Belgique, et après la publication des Nouvelles poésies (1846) revint en Autriche, mais, malgré les précautions prises par lui pour dépister la police, il fut arrêté à Prague, emprisonné, puis, par la protection de quelques amis, interné sur parole dans la ville. La révolution de 1848 lui rendit sa pleine liberté d'action. Devenu membre du comité national qui constitua en Bohême une sorte de gouvernement provisoire, il se rendit à Vienne pour obtenir que ce pays nommât des députés à l'Assemblée nationale, échoua dans sa tentative, prit alors sur lui de faire faire des élections et fut aussitôt élu, par plusieurs districts de la Bohême, député à l'Assemblée nationale de Francfort, où il siégea sur les bancs de la gauche.
Il profita de cette excursion dans le domaine de la politique pour publier une satire, intitulée la Chronique rimée du moine Mauritius, dans laquelle il raillait le parlement, dont la faiblesse avait, disait-il, dans les funestes journées de septembre fait couler le sang dans la ville de Francfort. Hartmann en avait d'autant plus le droit, qu'il s'était signalé, avec quelques hommes de cœur, en calmant au péril de sa vie l'effervescence de la population. Au mois d'octobre 1849, il fut envoyé à Vienne avec Robert Blum et Julius Fröbel, pour contribuer, comme représentant du peuple, à donner un caractère légal à la révolution qui venait d'éclater dans la capitale de l'Autriche. Bientôt Vienne fut reprise par Windischgrätz, et Hartmann, qui avait combattu comme officier dans la milice nationale, parvint à s'échapper et à gagner Francfort, où son mandat de représentant le sauva de l'arrêt de mort qui frappait ses collègues. Hartmann suivit le parlement à Stuttgart, au mois de mai 1849, et, après que cette assemblée eut été violemment dispersée par les troupes wurtembergeoises, il reprit forcément, ses voyages et parcourut la Suisse, la Grande-Bretagne et la France, où il séjourna quelque temps dans la région de Montpellier, chez Saint-René Taillandier et François Sabatier-Ungher. II vint s'établir à Paris en 1850 et y resta jusqu'en 1854, époque à laquelle il partit pour l'Orient, afin de servir de correspondant à plusieurs journaux (Kölnische Zeitung), pendant la guerre de Crimée. Après de nouveaux voyages au Danemark, en Allemagne, en Italie, Hartmann se rendit à Genève, où il fit un cours d'histoire et de littérature à l'Académie, puis se fixa à Stuttgart (1863), où il a pris en 1865 la direction du journal la Freya, et en 1868 il fut membre de l'équipe rédactionnelle de la Neue Freie Presse à Vienne.
Les poèmes de Hartmann manquent souvent de sentiment poétique véritable, mais l'amour de la liberté qui les inspire, la ferveur, la simplicité et la clarté de leur style compensent ces défauts et gagnent à sa cause un large cercle d'admirateurs. Le compositeur Théodore Gouvy mit en musique six de ses poèmes publiés en 1858. Par la suite, Hartmann écrivit le livret allemand de l’opéra Der Cid (tiré du Cid de Corneille) commandé par l’Opéra royal de Dresde à Gouvy. Enfin, cette collaboration se poursuivit avec la mise en musique de 61 poèmes, sonnets et odes de Ronsard, Desportes et de La Pléiade française par Théodore Gouvy (de 1865 à 1868), Moritz Hartmann traduisant les textes en allemand pour une édition dans les deux langues (édition Richault, publiée en Allemagne en 1876),.

## Œuvres
- la Coupe et l'Épée (Leipzig, 1845), recueil de poésies dont le succès a été très grand, et dont la plus grande partie a été traduite en français par Laurent-Pichat et Saint-René Taillandier ;
- les Nouvelles poésies (Leipzig, 1847) ;
- la Guerre autour du bois (Francfort, 1850), roman historique ;
- Adam et Ève (Leipzig, 1851) ;
- les Ombres (Darmstadt, 1852) ;
- Journal d'un voyage en Provence et dans le Languedoc (Leipzig, 1853, 2 vol.) ;
- Récits d'un vagabond (Berlin, 1858, 2 vol.) ;
- Récits à mes amis (Francfort, 1860) ;
- Portraits et bustes (Francfort, 1860) ;
- De printemps en printemps (Berlin, 1861) ;
- Nouvelles (Hambourg, 1863) ;
- le Prisonnier de Chillon (Hambourg, 1863) ;
- les Derniers jours d'un roi (Stuttgart, 1866) ;
- D'après nature (Stuttgart, 1866), recueil de nouvelles.